# Вулиця Степана Бандери (Ізяслав)
Вулиця Степана Бандери – одна з нових вулиць міста Ізяслава Хмельницької області, названа на честь лідера національно-визвольного руху України Степана Бандери. 

## Історія
30 листопада 2012 року відбулася позачергова сесія Ізяславської міської ради. На порядку денному був розгляд депутатами міської ради найменувань п'яти нових вулиць у двох мікрорайонах нової садибної забудови міста  Ізяслава. Одна з вулиць в новому житловому масиві міста Ізяслава 30 листопада 2012 року отримала свою назву на честь головного провідника ОУН, Героя України Степана Бандери.
Дане рішення Ізяславської міської ради обурило представників тодішніх комуністів, які впродовж наступного року намагалися заручитися підтримкою Генеральної прокуратури України та скасувати рішення депутатів, ухвалене на позачергові сесії і притягнути до відповідальності депутатів-ініціаторів. Проте дане рішення, яке було ухвалене абсолютною більшістю депутатів з дотриманням усіх процедурних вимог та мало підтримку в громадськості, залишилось в силі.